# Schirrhoffen
Schirrhoffen település Franciaországban, Bas-Rhin megyében. Lakosainak száma 800 fő (2022. január 1.). Schirrhoffen Haguenau és Schirrhein községekkel határos.

## Népesség
A település népessége az elmúlt években az alábbi módon változott:
| Lakosok száma | 703  | 707  | 716  | 694  | 687  | 695  | 715  | 762  | 800  |
|               | 2013 | 2015 | 2016 | 2017 | 2018 | 2019 | 2020 | 2021 | 2022 |